# Jan Skoupý
Jan Skoupý (* 4. prosinec 1981 v Mladé Boleslavi) je bývalý český profesionální fotbalista. Nastupoval na pozici obránce. V současné době působí jako masér u týmu FK Mladá Boleslav.
Dlouhá léta působil v týmu FK Mladá Boleslav, kde si také zahrál nejvyšší fotbalovou soutěž. V a-týmu se však trvaleji neprosadil a tak byl buď posílán do rezervy nebo na zkoušky do jiných týmů (např. SK Dynamo České Budějovice, FK Chmel Blšany).
Jeho další kariéru přibrzdily zdravotní komplikace, kvůli kterým musel svou kariéru ukončit. Dnes působí v týmu FK Mladá Boleslav jako masér.